# Пйотрковиці (Вонґровецький повіт)
Пйотрковиці (пол. Piotrkowice) — село в Польщі, у гміні Дамаславек Вонґровецького повіту Великопольського воєводства.
Населення — 82 особи (2011).
У 1975-1998 роках село належало до Пільського воєводства.

## Демографія
Демографічна структура станом на 31 березня 2011 року:
|          | Загалом | Допрацездатний вік | Працездатний вік | Постпрацездатний вік |
| -------- | ------- | ------------------ | ---------------- | -------------------- |
| Чоловіки | 44      | 13                 | 22               | 9                    |
| Жінки    | 38      | 8                  | 18               | 12                   |
| Разом    | 82      | 21                 | 40               | 21                   |